# Bernhard Karlgren
Bernhard Karlgren (1889-1978) est un linguiste suédois, sinologue, philologue, et fondateur de la sinologie en tant que discipline scientifique. Il développa en particulier la phonologie historique du chinois. Son nom complet était Klas Bernhard Johannes Karlgren, et il adopta le nom chinois de 高本漢 (pinyin : Gāo Běnhàn).
Ses frères étaient le professeur Anton Karlgren (sv) et le juriste Hjalmar Karlgren (sv).

## Biographie

### Enfance et premier voyage en Chine
Natif de Jönköping, Karlgren montra très tôt un intérêt et un talent pour les langues, et en particulier pour les dialectes suédois et les légendes traditionnelles.
Son père, Johannes Karlgren, enseignait le latin, le grec ancien et le suédois dans un établissement d'enseignement secondaire local.
Bernhard Karlgren publia son premier article scientifique à l'âge de 16 ans. Ce dernier concernait le dialecte de la province suédoise de Dalarna. Il étudia plus tard à l'université d'Uppsala de 1907 à 1909, où il apprit le russe sous la direction du professeur Johan August Lundell, un slavisant intéressé par la phonologie comparative. Il décida d'appliquer les méthodes de la phonologie historique comparative aux langues chinoises, qui n'avaient pas encore été étudiées. Comme la langue chinoise n'était pas à l'époque enseignée en Suède, Karlgren se rendit à Saint-Pétersbourg, où il étudia cette langue avec le professeur Aleksei Ivanovich Ivanov (en) pendant deux mois.
De 1910 à 1912, Karlgren vécut en Chine. Il parvint à acquérir une compréhension passive de la langue et à tenir une conversation simple après seulement quelques mois, et prépara un questionnaire portant sur quelque 3 100 sinogrammes afin de rassembler des informations sur les dialectes chinois. À court d'argent, Karlgren travailla comme professeur de français et, plus étonnamment, d'anglais, langue qu'il n'avait jamais étudiée mais qu'il avait apprise en discutant avec des voyageurs anglophones lors de son voyage par bateau d'Europe vers la Chine. Il rassembla des données sur 19 différents dialectes mandarins, ainsi que sur le shanghaïen, le dialecte de Fuzhou, du Min Dong et le cantonais, en plus d'une approche sino-xénique du vietnamien et du japonais des caractères notés dans son questionnaire.

### Carrière de sinologue
Karlgren retourna en Europe en janvier 1912, séjourna à Londres et à Paris, où il rencontra Paul Pelliot, et finalement à Uppsala, où il soutint sa thèse de doctorat Études sur la phonologie chinoise en 1915. Bien que cette dernière fût rédigée en langue française, la plupart de ses publications scientifiques sera publiée en langue anglaise).
Karlgren fut notamment professeur de langues asiatiques à l'université de Göteborg en 1918, dont il fut président de 1931 à 1936, et responsable du département est-asiatique de l'université de Stockholm en 1939.
En 1939, Karlgren succéda au fondateur Johan Gunnar Andersson (1874–1960) du musée des antiquités de l'Extrême-Orient (Östasiatiska Museet), fonction qu'il occupa jusqu'en 1959. Ce musée public fut créé en 1926 par Andersson pour y exposer ses découvertes archéologiques en Chine dans les années 1920, et plus tard diverses autres découvertes dans la même région. Karlgren fut proche d'Andersson pendant de nombreuses années et reprit également la fonction d'éditeur du journal du musée, le Bulletin du musée des antiquités de l'Extrême-Orient (BMFEA, 1929-) jusque dans les années 1970. Karlgren lui-même publia nombre de ses travaux dans ce journal, ou en tant que livres de sériées de musée.
En 1946, Karlgren commença à contester l'historiographie de la Chine ancienne, peu scientifiquement documentée à l'époque. Passant en revue la littérature liée à l'histoire pré-Han dans son article Legends and Cults in Ancient China, il souligna qu'«une caractéristique commune à la plupart de ces traités est un manque curieux de méthode critique dans la manipulation du matériel». Karlgren critiqua en particulier l'utilisation non sélective de documents de différentes époques pour établir l'histoire chinoise ancienne. « Dès lors, de très nombreux et complets ouvrages ont été réalisés, mais ils ne sont en fait que des caricatures de traités scientifiques ». Karlgren suivait en cela les remarques de très nombreux scientifiques chinois dès le début du XXe siècle.
En 1950, Karlgren entra à l'Académie royale néerlandaise des arts et des sciences.
Karlgren mourut le 20 octobre 1978 à Stockholm et son épouse Inna en 1986.

## Héritage

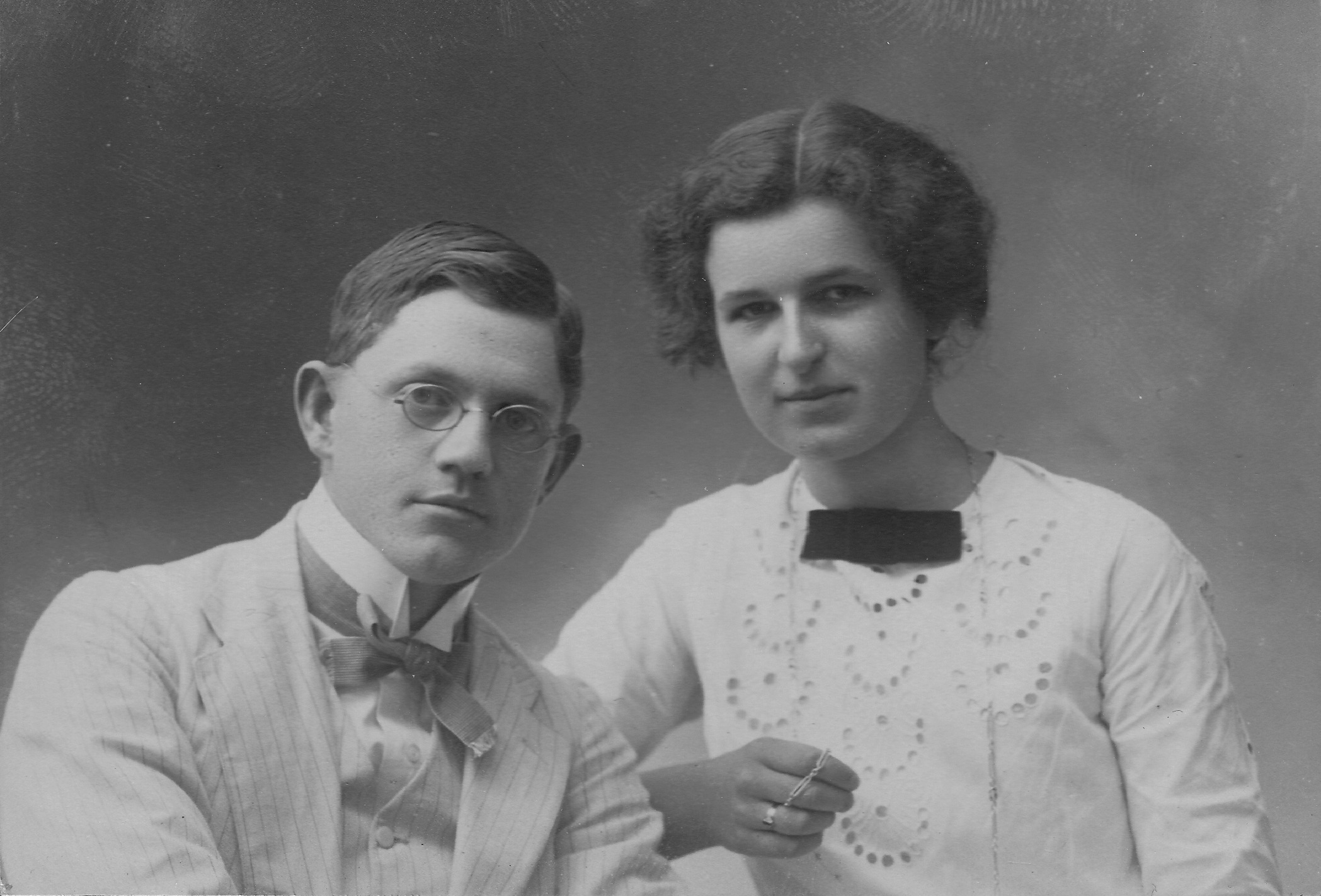
Bernhard Karlgren et son épouse Inna

Karlgren fut le premier scientifique à appliquer les principes scientifiques élaborés en Europe pour la linguistique comparée à l'étude du chinois. Il fut également le premier à reconstruire les sons de ce qui est maintenant appelé le chinois médiéval, puis le chinois archaïque, à partir notamment des différents dialectes mandarins. Avant les travaux de Karlgren, les scientifiques chinois se contentaient de reconstruire les « catégories de rimes » (韻部) du chinois ancien et archaïque, à partir notamment des dictionnaires de rimes, soit par exemple les propriétés phonologiques, et non les propriétés phonétiques. Karlgren suggéra aussi qu'aux premiers temps identifiables de la langue chinoise, les pronoms personnels étaient sujets aux déclinaisons.
Dès lors, Karlgren tenta d'étendre ses recherches à l'histoire chinoise elle-même, au-delà des caractéristiques de la langue et de sa diffusion. Comme il l'écrivit dans son adaptation anglaise Sound and Symbol in Chinese (1923), chapitre I : « Dès lors, comme la tradition chinoise ne mentionne aucune trace d'immigration en provenance d'un autre pays, et comme il n'existe pas de point d'appui chronologique externe, il ne nous est pas possible d'établir, à partir de sources internes, que la tradition chinoise qui place le règne de l'empereur Yao au XXIVe siècle av. J.-C. ne se trompe pas; que les Chinois de ces temps anciens étaient des astronomes expérimentés; qu'ils ont mis par écrit en langue chinoise les événements marquants et que cela ait été consigné peu après ces événements; en bref, que la civilisation chinoise développée — reposant indubitablement sur une tradition multiséculaire — et la langue chinoise, existaient sur le sol chinois deux mille ans avant Jésus-Christ. »

## Quelques travaux publiés
- Études sur la phonologie chinoise, 1915-1926 (lire en ligne)
- (en) A mandarin phonetic reader in the Pekinese dialect, Stockholm, K.B. Norstedt & Söner, 1918 (Archive.org)
- Ordet och Pennan i Mittens Rike, 1918, adapté en anglais sous le nom Sound and Symbol in Chinese, Oxford, 1923.
- Analytic Dictionary of Chinese and Sino-Japanese, 1923.
- (en) "The reconstruction of Ancient Chinese", T'oung Pao, vol. 21, pp. 1–42, 1922.
- « The Authenticity of Ancient Chinese Texts », Bulletin of the Museum of Far Eastern Antiquities, 1929.
- « The Early History of the Chou Li and Tso Chuan Texts », Bulletin of the Museum of Far Eastern Antiquities, 1931.
- « Word Families in Chinese », Bulletin of the Museum of Far Eastern Antiquities, 1933.
- « New Studies on Chinese Bronzes », Bulletin of the Museum of Far Eastern Antiquities, 1937.
- « Grammata Serica : Script and Phonetics in Chinese and Sino-Japanese », The Bulletin of the Museum of Far Eastern Antiquities, Stockholm, no 12,‎ 1940, p. 1-472 (lire en ligne)
- (zh) 高 本汉, 赵 元任, 羅 常培 et 李 方桂, 中国音韵学研究 [=Études sur la phonologie chinoise],‎ 2003 (1re éd. 1940) (ISBN 7-100-00018-1)
- « Huai and Han », The Bulletin of the Museum of Far Eastern Antiquities, Stockholm, 1941.
- « Glosses on the Kuo Feng Odes », The Bulletin of the Museum of Far Eastern Antiquities, Stockholm, 1942.
- « Glosses on the Siao Ya Odes », The Bulletin of the Museum of Far Eastern Antiquities, Stockholm, 1944.
- « Glosses on the Ta Ya and Sung Odes », The Bulletin of the Museum of Far Eastern Antiquities, Stockholm, 1946.
- « Legends and Cults in Ancient China », The Bulletin of the Museum of Far Eastern Antiquities, Stockholm, 1946.
- « The Book of Documents », The Bulletin of the Museum of Far Eastern Antiquities, Stockholm, 1950.
- « Compendium of Phonetics in Ancient and Archaic Chinese », The Bulletin of the Museum of Far Eastern Antiquities, Stockholm, 1954.
- Grammata Serica Recensa. 1957

En suédois, Karlgren publia de très nombreux ouvrages populaires sur la langue, la culture et l'histoire chinoises. Dans les années 1940, il publia des nouvelles sous le pseudonyme de Klas Gullman.